# Oca (La Estrada)
Oca es una parroquia del nordeste del ayuntamiento pontevedrés de La Estrada, en España.
Limita con las parroquias de Loimil, Castro, Arnois, Riobó y Remesar.
En 1842 tenía una población de hecho de 250 personas. En los veinte años que van de 1986 a 2006 la población pasó de 295 a 252 personas, lo cual significó una pérdida del 14,58%.
- Datos: Q3397105
- Multimedia: Oca, A Estrada / Q3397105